# Iglesia de Santa Eulalia (Ultramort)
La iglesia de Santa Eulàlia en la localidad de Ultramort (comarca del Bajo Ampurdán, provincia de Gerona, Cataluña, España) es un templo católico bajo la advocación de Santa Eulalia de Mérida, de estilo románico en el que su forma actual data de los siglos XII-XIII, edificada con un estilo austero, de influencia cisterciense propia de pequeñas poblaciones rurales. Ha sido objeto de diferentes trabajos de rehabilitación en los últimos años.

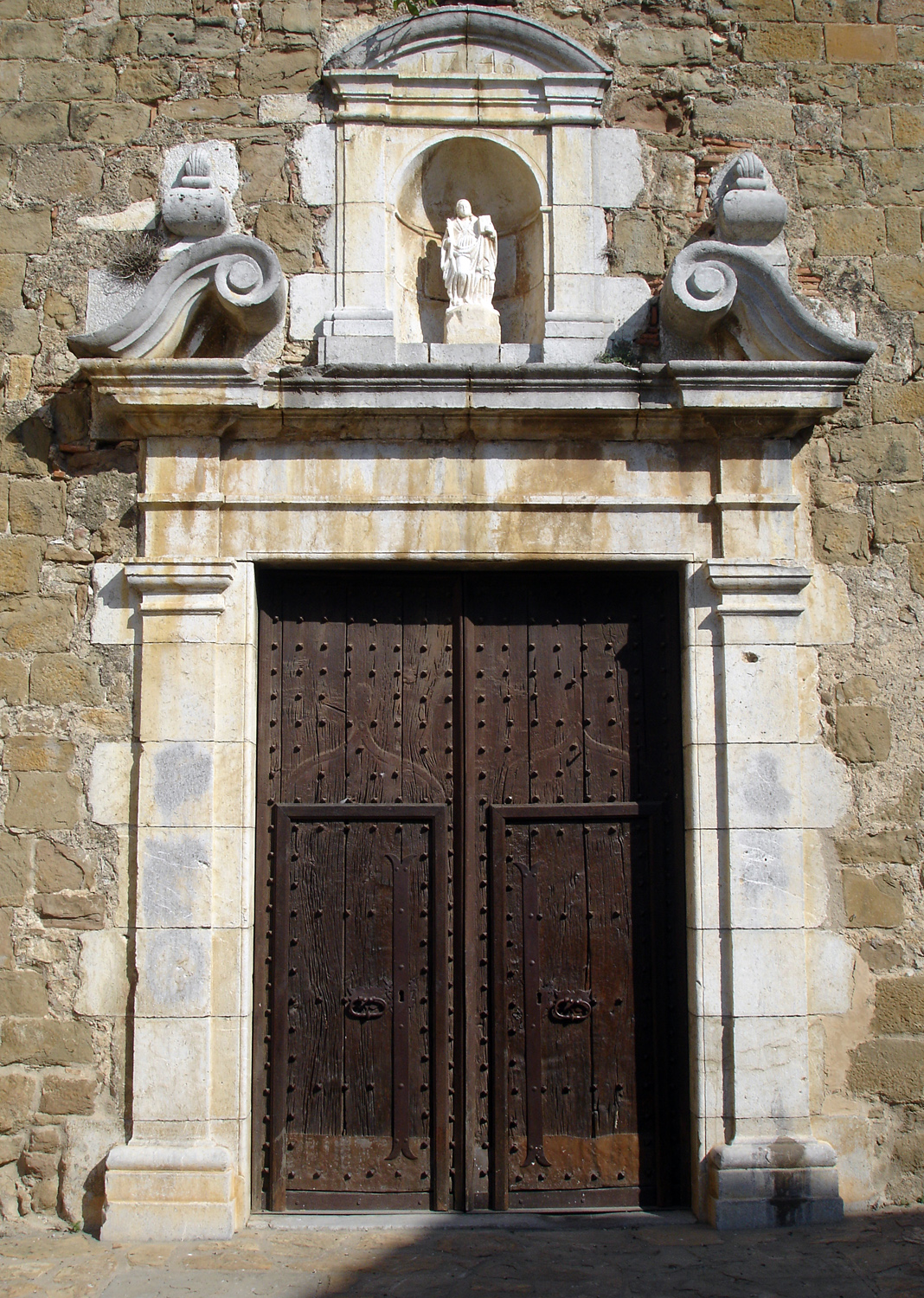
Fachada de la iglesia

Es el templo más antiguo del obispado de Gerona, del cual se consta que la consagración la recibió del obispo Gualaric en el año 816.

## Descripción
Este templo es de una única nave sin ábside destacado y con cubierta de bóveda apuntada y seguida. La fachada de acceso presenta una puerta rectangular con frontón con una hornacina, en la parte superior se conserva la base de un campanario de espadaña, con cuatro pilares sin arcos. En el ángulo sudoeste del edificio se eleva un campanario de torre. 
Conserva un notable ostensorio barroco.